# Fernando Gómez Colomer
Fernando Gómez Colomer, conegut al món del futbol simplement com a Fernando, era un futbolista valencià. Va nàixer l'11 de setembre de 1965 a la ciutat de València. Jugava de centrecampista i la major part de la seua carrera va transcórrer en el València CF, equip del qual va ser capità diverses temporades. Va ser internacional amb la selecció espanyola.

## Biografia
Va aprendre a jugar a futbol als carrers del Barri de Sant Marcel·lí, sent el Salgui el seu primer club.
Fernando és tot un símbol en el València CF, ja que és el jugador que més vegades ha vestit la seua samarreta amb un total de 553 partits oficials que es reparteixen de la següent manera:
- Primera divisió: 420 partits en 14 temporades i 107 gols
- Segona divisió: 38 partits en una temporada i 9 gols
- Copa del Rei: 73 partits i 23 gols
- Copa de la Lliga: 2 partits
- Copa de la UEFA: 20 partits i 3 gols

A més, és actualment el quart màxim golejador del València CF en lliga després d'Mundo, Waldo i Kempes malgrat no ser davanter. Aquesta capacitat golejadora era deguda a la seua gran classe i tècnica i li va permetre ser diverses temporades màxim golejador de l'equip per davant dels davanters.
Després de 15 temporades al club xe, va decidir continuar la seua carrera a l'estranger i va fitxar pel Wolverhampton de la First Division anglesa. Després d'una temporada al futbol britànic va tornar a Espanya a les files del CE Castelló que aleshores jugava en Segona B on va jugar una temporada més abans de retirar-se.
Després va continuar al club de Castàlia, realitzant tasques de director esportiu. En l'actualitat treballa de comentarista esportiu per a la televisió I la ràdio.

### Selecció espanyola
Ha estat internacional amb la selecció espanyola 10 vegades i va participar en el Mundial d'Itàlia 1990.

## Clubs
- CE Mestalla - … - 1984
- València CF - 1984 - 1998
- Wolverhampton Wanderers FC - 1998 - 1999
- CE Castelló - 1999 - 2000